# Lotto Arena

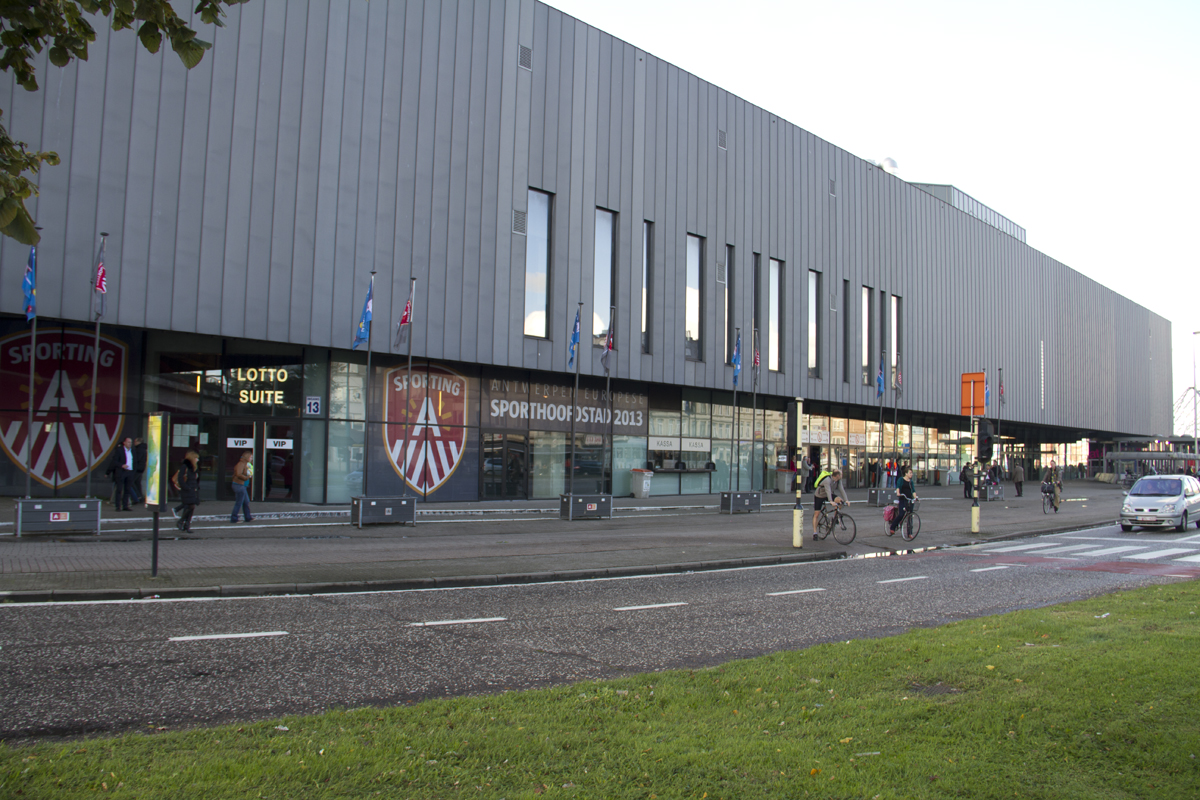

A Lotto Arena é uma arena multiuso localizada na cidade de Antuérpia, na Bélgica, que suporta cerca de 5.200 pessoas para eventos esportivos e mais de 8.000 pessoas para concertos musicais.
O local levou nove meses para ser construído e abriu em 2007, localizando-se próximo ao Sportpaleis, e a arena é a sede do time de basquetebol Antwerp Giants.